# 6978 Hironaka
6978 Hironaka eller 1993 RD är en asteroid i huvudbältet som upptäcktes den 12 september 1993 av de båda japanska astronomerna Kazuro Watanabe och Kin Endate vid Kitami-observatoriet. Den är uppkallad efter den japanska matematikern Heisuke Hironaka.
Den tillhör asteroidgruppen Innes.